# 861 (szám)
A 861 (római számmal: DCCCLXI) egy természetes szám, háromszögszám, az első 41 pozitív egész szám összege; szfenikus szám, a 3, a 7 és a 41 szorzata.

## A szám a matematikában
A tízes számrendszerbeli 861-es a kettes számrendszerben 1101011101, a nyolcas számrendszerben 1535, a tizenhatos számrendszerben 35D alakban írható fel.
A 861 páratlan szám, összetett szám, azon belül szfenikus szám, kanonikus alakban a 31 · 71 · 411 szorzattal, normálalakban a 8,61 · 102 szorzattal írható fel. Nyolc osztója van a természetes számok halmazán, ezek növekvő sorrendben: 1, 3, 7, 21, 41, 123, 287 és 861.
A 861 négyzete 741 321, köbe 638 277 381, négyzetgyöke 29,34280, köbgyöke 9,51337, reciproka 0,0011614. A 861 egység sugarú kör kerülete 5409,82255 egység, területe 2 328 928,608 területegység; a 861 egység sugarú gömb térfogata 2 673 610 041,5 térfogategység.